# Cacajao novaesi
Cacajao novaesi és una espècie de primat de la família dels pitècids. És oriünd de l'oest de l'Amazones brasiler, a l'estat d'Amazones, entre els rius Gregório i Tarauacá. No es coneix el límit meridional de la seva distribució.

## Morfologia
Igual que els seus parents més propers, C. novaesi es pot identificar pel cap vermell i calb, el pelatge llarg i grenyut i la cua relativament curta i peluda. El pelatge és majoritàriament taronja rogenc o, en alguns individus, marró rogenc. El clatell, les espatlles i la part superior del dors són de color taronja clar. El pelatge dels braços i les cames presenta nombrosos pèls groguencs i pèls amb la base taronja rogenca i la punta groguenca. Tot plegat li dona un aspecte taronja rogenc.

## Sistemàtica
C. novaesi fou descrit el 1987 com a subespècie del uacari calb (C. calvus) pel mastòleg estatunidenc Philip Hershkovitz en el marc d'una revisió del gènere Cacajao. El 2022, un estudi que descrigué l'espècie C. amuna també elevà diverses subespècies del uacari calb a la categoria d'espècie, incloent-hi C. novaesi. Tanmateix, els representants d'aquest grup tenen una relació molt propera i només han divergit en els últims 300.000 anys, a causa de la formació dels actuals sistemes de rius i illes fluvials. C. novaesi és l'espècie germana del clade format per C. rubicundus i C. ucayalii.

## Amenaces
La UICN, que encara el classifica com a subespècie de C. calvus, considera que C. novaesi està amenaçat per la caça i la desforestació.